# Saint-Georges-lès-Baillargeaux
Saint-Georges-lès-Baillargeaux – miejscowość i gmina we Francji, w regionie Nowa Akwitania, w departamencie Vienne.
Według danych na rok 1990 gminę zamieszkiwało 2 858 osób, a gęstość zaludnienia wynosiła 84 osoby/km² (wśród 1467 gmin regionu Poitou-Charentes, Saint-Georges-lès-Baillargeaux plasuje się na 80. miejscu pod względem liczby ludności, natomiast pod względem powierzchni na miejscu 123.).